# 榊原八朗
榊原 八朗（さかきばら はちろう、1944年 - ）は、日本の作庭家。ランドスケープ・アーキテクト。元明星大学造形芸術（デザイン）学部教授。日比谷公園ガーデニングショーガーデン部門審査委員長。（株）ランドアート代表、（社）静岡県造園緑化協会技術顧問、京都造形芸術大学#通信教育部講師。榊原ランドスケープデザイン塾主宰。

## 人物
富士宮市の農家に生まれ、 父の道楽である庭普請を遊び場に育つ。
出入りの植木屋情報に、 何となく興味を抱き東京農業大学造園学科へ進学。在学中入会した盆景同好会では、静山流家元の矢尾板静山に 「盆景」を、卒業時からは飯田十基が師事した盆栽家川本藤吉の子息、 外国人相手に盆栽栽景教室を主宰していた川本敏雄に「栽景」を学ぶ。

## 略歴
静岡県富士宮市生まれ。1967年東京農業大学#学部卒業。
1967年から72年まで（株）東京庭苑にて現場および設計監理に従事。雑木の庭と自然写景式庭園の巨匠小形研三に師事し修業する。
1972年から74年にかけて米国オレゴン州ポートランド市ワシントンパーク内日本庭園設計監理・ポートランド日本庭園のディレクター。三師の自然美構成術を踏まえ自らの「自然美の理論化、技術化」を深化させる。
1974年から75年同市ランドスケープアーキテクト及（株）クリス・インターナショナルにてコマーシャル・ランドスケープ部門の監理。1975年から76年に（株）東京庭苑復職。
1976年（株）ランドアート設立。
主な仕事に、国営昭和記念公園日本庭園(1993年に日本庭園、1994年に同上渓流の梅林整備) 平塚市総合公園日本庭園 (1989年)、江戸東京たてもの園三井八郎右衛門邸庭園 (1996年)　東京ミッドタウン東京六本木再開発・六本木ヒルズ毛利庭園
(2002-03年)、檜町公園 (2004年)、日本橋室町東地区開発、東京都葛西臨海水族園淡水漁館(1989年、淡水魚館滝と池および全体植栽)、伊豆韮山庭園美術館、プレミスト中野通り、『福徳の森』 1975年にラスベガス,ヒルトンホテル内庭園監理、1977年にホンコン,米国トラックターミナル事務所造園、1978年に同上の拡張、1979年には栃木県議員会館および職員会館、1980年に栃木県,井頭公園植物園、1984年に東京都,明治公園改修設計、1985年に世田谷区区民健康村造園、1986年に品川区,しながわ区民公園勝島の池および水族館造園、1988年にオーストラリア,ブリスベン市国際レジャー博覧会日本庭園、1988年に同上市立マウントクーサ植物園内日本庭園、1991年に修善寺にじの里日本庭園、1992-94年に神奈川県,小田原市小田原フラワーガーデントロビカルドーム造園、中央広場修景、渓流の梅林整備、
1997年に富山県植物園渓流およびトロビカル温室、1998年に栃木県,万葉の里、1999年に山梨県,一の宮ソフトウエアーパーク、2000年に三重県,長島温泉大露天風呂湯浴みの島、2001年に静岡県,緑花祭テーマ園、2003年に浜名湖花博国際ガーデン展示会場、2005年にシニアサポートセンター札幌計画グランドプラン、2006年に石組み技術向上のためのビデオ作成(日本造園連合企画)、2006年に箱根礎生庭園（ヤマダ電機迎實館日本庭園)等、多数。
1989年-2006年まで個人庭園約100件程を手掛け、数百におよぶ作品づくりとともに、ランドスケープデザインの指導と民間の設計及び設計監理に従事している。
主な著書も著作,監修「はじめての小さな庭づくり」(成美堂出版)、著作「魔法のガーデンデザイン」(静岡新聞社)等、多数。氏もちまえのロジカルウェアと、矢尾板、川本、小形の三師の合理主義に共感することもあり、外国人のWHY? に理論的に応えるには、情緒的な説明では納得されないし、自らも納得できなかったことから、こうしたわかりにくい日本庭園の造形を独自に理論化し、合理的に説明した教本「ランドスケープ·デザイン シリーズ全7巻(1997年)」を完成させている。